# (7099) Feuerbach
(7099) Feuerbach (1996 HX25) – planetoida z pasa głównego asteroid okrążająca Słońce w ciągu 5,6 lat w średniej odległości 3,15 j.a. Została odkryta 20 kwietnia 1996 roku.